# 西谷戸横穴墓群
西谷戸横穴墓群（にしやとよこあなぼぐん）は、東京都町田市三輪緑山一丁目に所在する古墳時代終末期（飛鳥時代）の横穴墓群。東京都指定史跡に指定されている。

## 概要
神奈川県川崎市麻生区麻生（上麻生・下麻生）地域から東京都町田市三輪町・能ヶ谷地域を含む一帯は、多摩丘陵を鶴見川上流域の小支谷が枝状に開析することで複雑な谷戸地形を形成しており、これらの丘陵から谷戸にくだる岩盤の斜面に、数多くの横穴墓群が造営された地域として知られる。西谷戸横穴墓群の周辺には、三輪白坂横穴墓群や下三輪玉田谷戸横穴墓群が所在し、さらに丘陵を隔てて東に隣接する神奈川県横浜市青葉区寺家町には寺家古墳群に付属する横穴墓が存在する。
西谷戸横穴墓群は1959年（昭和34年）に発見・調査され、現状では9基が確認されている。1982年（昭和57年）に実施された本発掘調査により、埋葬された人骨片のほか、副葬品として圭頭大刀の柄頭や鉄鏃、ガラス製小玉などの遺物が出土した。出土遺物の年代から、古墳時代終末期（飛鳥時代）にあたる7世紀後半から8世紀初頭かけて造営されたものと推定されている。
横穴墓群は1992年（平成4年）3月30日に東京都指定史跡に指定された。また出土した圭頭大刀は、町田市内では唯一の出土事例で、2016年（平成28年）1月8日に町田市登録有形文化財に登録された。
また、同じ2016年（平成28年）に横穴墓群自体も整備が行われ、道路に面したフェンスから横穴墓群を見学出来るようになっている。